# Tomas Mice
Tomas Mice (* 22. Dezember 1986) ist ein litauischer Radrennfahrer. Er wurde 2009 Vierter im Straßenrennen der litauischen Meisterschaften hinter dem Sieger Egidijus Juodvalkis.

## Teams
- 2009 Team Piemonte